# Caucanthus
Caucanthus är ett släkte av tvåhjärtbladiga växter. Caucanthus ingår i familjen Malpighiaceae.
Kladogram enligt Catalogue of Life:
| Caucanthus | \| \| Caucanthus albidus \| \| \| \| \| \| Caucanthus auriculatus \| \| \| \| \| \| Caucanthus edulis \| \| \| \| |
|            | \| \| Caucanthus albidus \| \| \| \| \| \| Caucanthus auriculatus \| \| \| \| \| \| Caucanthus edulis \| \| \| \| |
|            | Caucanthus albidus                                                                                                |
|            | |
|            | Caucanthus auriculatus                                                                                            |
|            | |
|            | Caucanthus edulis                                                                                                 |
|            | |